# Michail Grigor'evič Efremov
Michail Grigor'evič Efremov (in russo Михаил Гркгорьевич Ефремов?; Tarusa, 11 marzo 1897, 27 febbraio del calendario giuliano – Vjaz'ma, 19 aprile 1942) è stato un generale sovietico.
Comandante della 33ª Armata sovietica intrappolata nella sacca di Demjansk dai tedeschi, per non cadere nelle mani del nemico preferì suicidarsi.

## Biografia
Prese parte alla Rivoluzione d'ottobre, ed entrò nel Partito bolscevico nel 1919, divenendo comandante di una divisione nel 1921. Fu anche inviato come consigliere militare in Cina nel 1928. Durante la seconda guerra mondiale, comandò il fronte centrale sovietico nel 1941, e la 33ª Armata nell'ottobre del 1941.
Nel 1942 comandava una divisione quando il generale Georgij Žukov decise di attaccare Vjaz'ma. Il corpo di cavalleria del generale Belov fu in grado di unirsi alla divisione di Efremov prima che i tedeschi intrappolassero le forze sovietiche in una sacca. Operando dietro le linee nemiche le forze sovietiche furono sostenute dai partigiani locali e dal supporto aereo fino a quando non fu dato l'ordine di arretrare nelle retrovie sovietiche. La maggior parte del corpo di cavalleria del generale Belov fu in grado di unirsi alla 10ª armata sovietica, mentre la divisione di Efremov decise di prendere una strada più corta che si riteneva libera, ma la 33ª armata venne completamente distrutta dai tedeschi. Efremov per non cadere nelle mani del nemico preferì suicidarsi, morendo insieme a molti dei suoi uomini. Per questo atto fu decorato con l'Ordine della Bandiera rossa. A Vjaz'ma si trova un monumento in suo onore.